# Contea di Pulaski (Missouri)
La contea di Pulaski in inglese Pulaski County è una contea dello Stato del Missouri, negli Stati Uniti. La popolazione al censimento del 2000 era di 41 165 abitanti. Il capoluogo di contea è Waynesville